# ممثل الأزمات

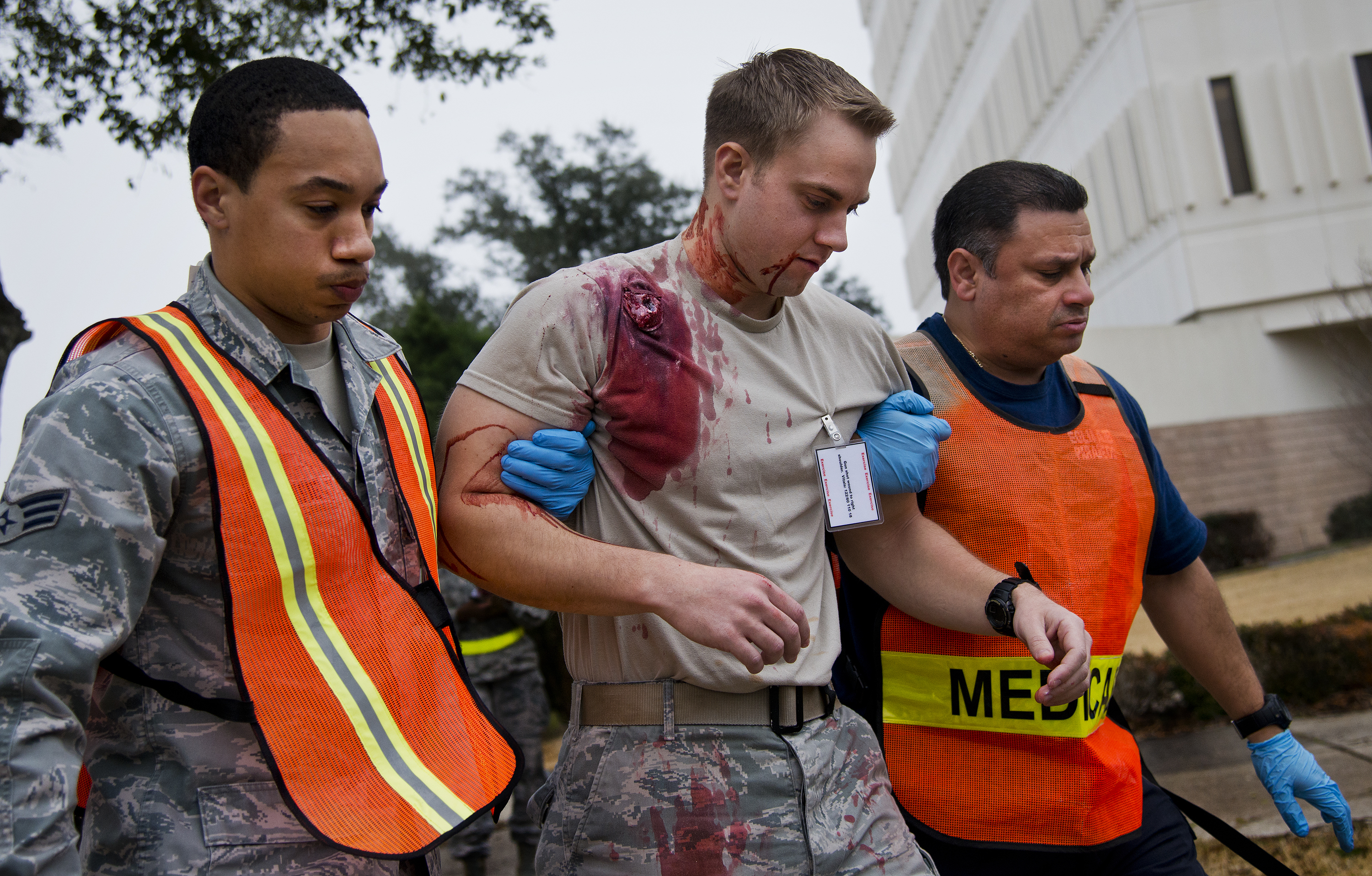
يقوم الفنيون الطبيون في حالات الطوارئ من المجموعة الطبية رقم 96 بنقل طيار "جريح" نحو الأمان أثناء تمرين مطلق النار النشط في قاعدة إيجلين الجوية في فلوريدا في 2014.

ممثل الأزمات (يعرف أيضا" ب ممثل المريض أو ممثل الضحية) هو ممثل مدرَب، لاعب دور، متبرع، أو شخص آخر مشارك في تصوير ضحية كارثة أثناء تدريبات الطوارئ لتدريب المستجيبين الأوليين مثل رجال الشرطة، رجال الإطفاء أو أفراد EMS.
يتم استخدام ممثلي الأزمات لإنشاء محاكاة عالية الدقة للكوارث للسماح للمستجيبين الأوائل بممارسة مهاراتهم ومساعدة منظمات خدمات الطوارئ على الإستعداد والتدرُب على سيناريوهات واقعية كجزء من ممارسة كارثة واسعة النطاق.

## محاكاة التدريب على الكوارث
يتولى الممثلون دور الضحايا الوهميين ويقومون بماحاكاة إصابات محددة من كارثة لإضافة واقعية تشبه الحياة الواقعية إلى تمرين الطوارئ. غالبًا ما يتم استخدام الماكياج ومستحضرات التجميل المسرحية، بالإضافة إلى أجهزة المطاط واللاتكس لمحاكاة مجموعة متنوعة من الجروح أو الحالات الطبية التي تصور واقعًا إصابات الضحية، وهي ممارسة تُعرف باسم النقل الطبي.
يتم أيضًا استخدام الممثلين الذين يصورون مراسلي الأخبار وأقارب الضحايا والمواطنين المعنيين أثناء التدريبات لتدريب موظفي مركز عمليات الطوارئ للتعامل مع مجموعة متنوعة من الاعتمادات والطلبات المشحونة عاطفيًا.

## نظريات المؤامرة والتشهير
في الولايات المتحدة، تم استخدام هذا المصطلح من قبل منظري المؤامرة الذين يزعمون أن بعض عمليات إطلاق النار الجماعي والكوارث الأخرى يتم تنفيذها، وأن الضحايا وأسرهُم يلعبون من قبل ممثلي الأزمات. يُعتقد أن استخدام منظري المؤامرة لهذا المصطلح قد نشأ في عام 2012، عندما اقترح منشور مدونة بواسطة الأستاذ السابق ونظري المؤامرة جيمس تريسي أنه كان بإمكان الحكومة استئجار وكالة تعمل باسم Visionbox ، والتي زودت الجهات الفاعلة في الأزمات الذين «تم تدريبهم في السلوك الإجرامي والضحايا، وتحقيق واقعية مكثفة لمحاكاة حوادث الإصابات الجماعية في الأماكن العامة» للمساعدة في تنظيم إطلاق النار ساندي هوك.
كما روج تريسي لنظرية مؤامرة ممثل الأزمة في تفجير ماراثون بوسطن.  زعم منظّرو المؤامرة أن مثل هذه الهجمات هي «عمليات علم زائفة» ينظمها المتآمرون، عادةً من القوات الحكومية أو الشركات، من أجل تحقيق بعض الأهداف مثل تبرير زيادة المراقبة الحكومية، ونزع سلاح السكان، أو العمل العسكري ضد الدول أو الجماعات الملامة. يُدَّعى أن ممثلوا الأزمات في هذا السياق تلعب دور المارة أو الشهود، وموظفي الاستجابة للطوارئ، و (بمساعدة مكياج المسرح) جرحى ضحايا الهجوم.
من بين مروجي نظرية المؤامرة مهاجرون مثل أليكس جونز ومنافذ البيع مثل ترو بونديت.    في أبريل 2018، أطلق والدا طفلين قتلا في إطلاق نار ساندي هوك دعوى قضائية ضد أليكس جونز بتهمة التشهير "اتهموه وموقعه على الإنترنت InfoWars بالتورط في حملة" تأكيدات كاذبة وقاسية وخطيرة ".